# Nikola Bibić
Nikola Bibić (serbisch-kyrillisch Никола Бибић; * 17. Juli 1984 in Windsor, Ontario) ist ein serbo-kanadischer Eishockeyspieler, der seit 2013 bei Brantford Blast in der Allan Cup Hockey League unter Vertrag steht.

## Karriere
Nikola Bibić, der als Sohn serbischer Eltern in Kanada geboren wurde und beide Staatsbürgerschaften besitzt, begann seine Karriere als Eishockeyspieler bei den Georgetown Raiders in der Ontario Provincial Junior A Hockey League. Zuvor war er 2000 bei der OHL Priority Selection vom Brampton Battalion in der 13. Runde gedraftet, aber nicht unter Vertrag genommen worden. 2003/04 spielte er beim Ligakonkurrenten der Raiders, den Hamilton Red Wings. Während seines Studiums spielte er drei Jahre für die Mannschaft der State University of New York in Potsdam, mit der er in der Division III der National Athletic Association antrat. 2007 wechselte er für vier Jahre in die serbische Heimat seiner Eltern und spielte in dieser Zeit beim KHK Roter Stern Belgrad in der serbischen Eishockeyliga. 2011 kehrte er nach Nordamerika zurück und spielte dort zunächst in der ASHL, wo er für die Office Loosers und die Eagles auflief. Ab 2013 spielte er bei den Stoney Creek Generals, deren Mannschaftskapitän er seit 2015 war, in der Allan Cup Hockey League (ACH). 2016, 2017, 2018 und 2019 konnte er mit seinem Team die Liga gewinnen. 2018 gelang mit den Generals auch der Gewinn des Allan Cups, der kanadischen Amateurmeisterschaft. 2013 wechselte er ligaintern zu Brantford Blast.

### International
Für Serbien spielte Bibić erstmals bei der Weltmeisterschaft 2010 in der Division I, musste dort jedoch den Abstieg hinnehmen. Anschließend spielte er bei den Weltmeisterschaften der Division II 2011, als er die meisten Torvorlagen des Turniers gab und auch zum besten Verteidiger gewählt wurde, 2012, 2014, 2016 und 2017.

## Erfolge und Auszeichnungen
- 2011 Meiste Torvorlagen und bester Verteidiger bei der Weltmeisterschaft der Division II, Gruppe A
- 2016 Gewinn der ACH mit den Stoney Creek Generals
- 2017 Gewinn der ACH mit den Stoney Creek Generals
- 2018 Gewinn der ACH und des Allan Cups mit den Stoney Creek Generals
- 2019 Gewinn der ACH mit den Stoney Creek Generals